# Utebo
Utebo è un comune spagnolo di 11 896 abitanti situato nella comunità autonoma dell'Aragona.